# Észtország történelme
Észtország történelme a jégkorszak végével kezdődött, előbb a Kunda-kultúra népei, majd más kultúrák telepedtek meg az Észak-Baltikumban, többek között a fésűdíszes kerámia kultúrája, melyről feltételezik, hogy ők voltak a balti finnugorok ősei. A középkor elején az észt kalózok a kelet-balti kereskedőket fosztogatták, míg a 13. század elején az északi keresztes háborúk során területüket el nem foglalták a dánok és a német lovagrendek. Egy felkelést követően Dánia eladta észt birtokait a Teuton Lovagrendnek. A livóniai háború és a svéd–lengyel háborúk után Észtország a svéd korona birtokába került, majd az északi háború után a cári Oroszország annektálta. A 19. század során az esztofil mozgalom az észt nemzeti ébredés korszakához vezetett. 1917 tavaszán az orosz Ideiglenes kormány autonómiát adott az észteknek, majd a bolsevik forradalom és a német megszállás után az ország az észt függetlenségi háborúban kivívta függetlenségét. A demokratikus köztársaságban a 30-as évek elején a szélsőjobboldali fordulat megakadályozására az államelnök puccsot hajtott végre. 1940-ben a náci Németországgal kötött egyezménynek megfelelően a Szovjetunió megszállta és annektálta Észtországot. A második világháborúban német megszállás alatt volt. A háború után újból a Szovjetunió egyik köztársasága lett, a lakosság egy részét deportálták, és helyükre oroszokat telepítettek. A 80-as évek végén Észtország az elsők között szakadt el a széthulló Szovjetuniótól. 2003-ban csatlakozott a NATO-hoz, 2004-ben pedig az Európai Unióhoz.

## Őstörténet

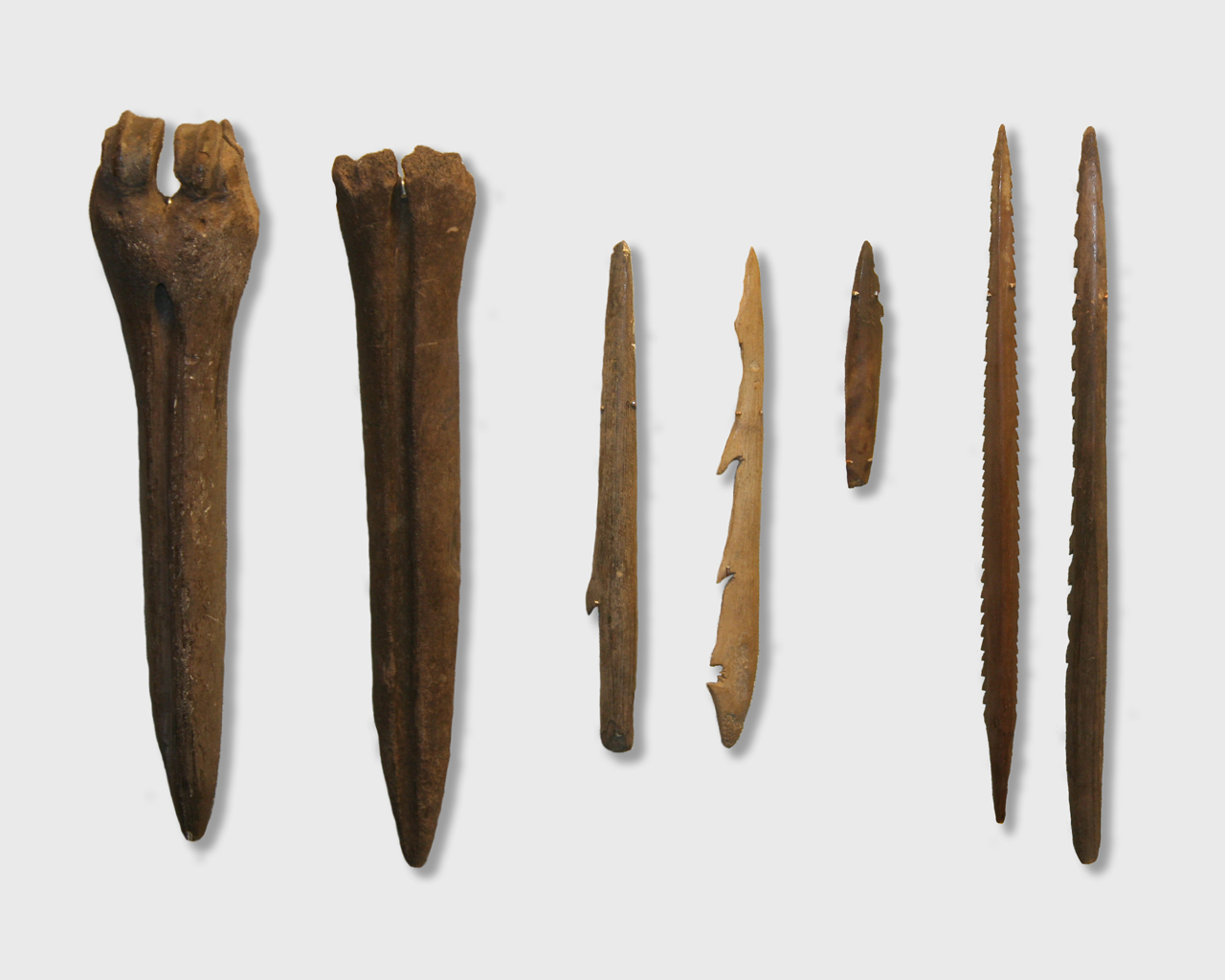
A Kunda-kultúra eszközei

A mai Észtország területe a jégkorszak végével, i.e. 10 000 körül kezdett benépesülni. A legkorábbi ismert lakott hely az i.e. 9. évezred elejére datált, Pärnu-folyó menti Pulli település, amely a Kunda-kultúrához köthető. A kultúra az észak-észtországi Kunda kisvárosról kapta a nevét, amely közelében az első, i.e. 8500-ból származó leletek előkerültek. A Kunda-kultúra csont- és kőszerszámait Lettországban, Észak-Litvániában és Dél-Finnországban is megtalálták.
Az újkőkor kezdetét a Narvai kultúra cserépedényei jelzik, melyek az i.e. 5. évezredben kezdenek megjelenni Észtországban. Az ide tartozó legrégebbi leletet i.e. 4900-ra datálták a régészek. A korai cserépedények kavicsokkal, kagylóhéjakkal, növényi maradványokkal kevert agyagból készültek és szinte a teljes észt tengerparti régióból (beleértve a szigeteket) előkerültek. A Narva-kultúra kő- és csonteszközei figyelemreméltó hasonlóságot mutatnak a Kunda-kultúra szerszámaival. 

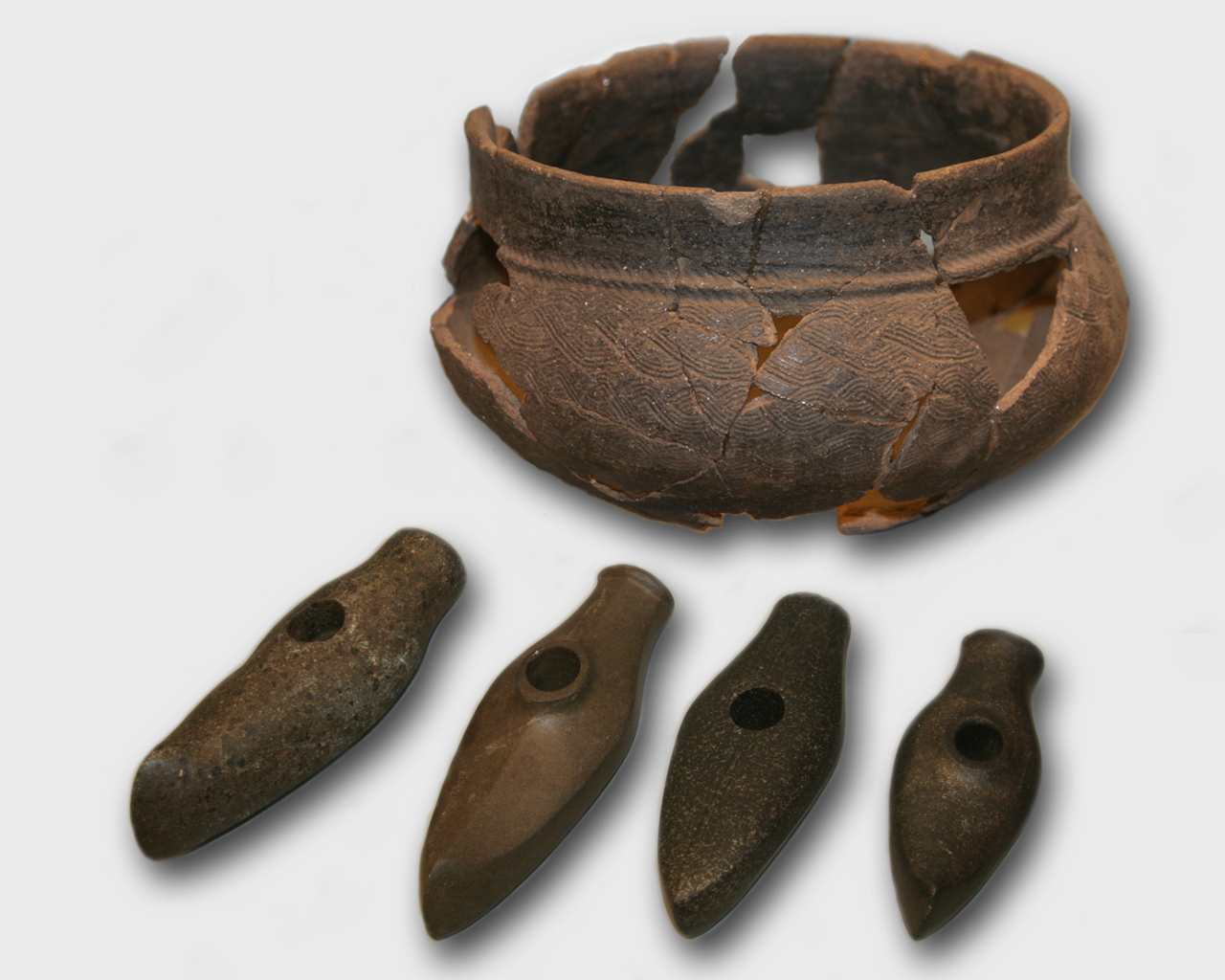
Zsinegdíszes cserépedény és csónak alakú kőbalták

Az i.e. 4. évezredben érkeztek meg Észtországba a fésűdíszes kerámia kultúrájának népei. Az 1980-as évekig azt feltételezték, hogy ők voltak az első finnugorok a balti térségben, a mai észtek, finnek és lívek ősei. A régészetileg meghatározott kultúrák és a nyelvi rokonság közötti kapcsolat azonban nem bizonyítható, sőt olyan vélemények is napvilágot láttak, hogy az Észak-Baltikumban akár a jégkorszak vége óta beszélhettek valamilyen uráli nyelvet. A fésűdíszes kultúrához tartozó sírokban gyakran találnak csontból vagy borostyánból faragott ember-, madár-, kígyó- vagy egyéb állatfigurákat. Fésűdíszes cserépedények és rokon leletek Észak-Finnországtól egészen Kelet-Poroszországig előkerültek.
Az újkőkor végén, i.e. 2200 körül jelentek meg a térségben a zsinegdíszes kerámia kultúrájának képviselői. Cserépedényeiket belenyomott zsinegekkel díszítették és jellegzetes, fényesre csiszolt, csónak formájú kőbaltákat használtak. Feltételezik, hogy ők voltak a mai indoeurópai nyelvű balti népek, a lettek és litvánok elődei. Ők hozták magukkal a földművelés (búza, árpa, zab) és állattenyésztés (kecske, juh, marha) technikáját, sőt a csontleletek alapján a vaddisznó háziasításával is megpróbálkoztak. Temetkezésükre jellemző, hogy a halottakat oldalukra fordítva, mellig felhúzott térdekkel és kezét a feje alá téve helyezték a sírba. A sírmellékletekben megtalálhatóak a háziállataik csontjaiból készített tárgyak.

## Bronzkor

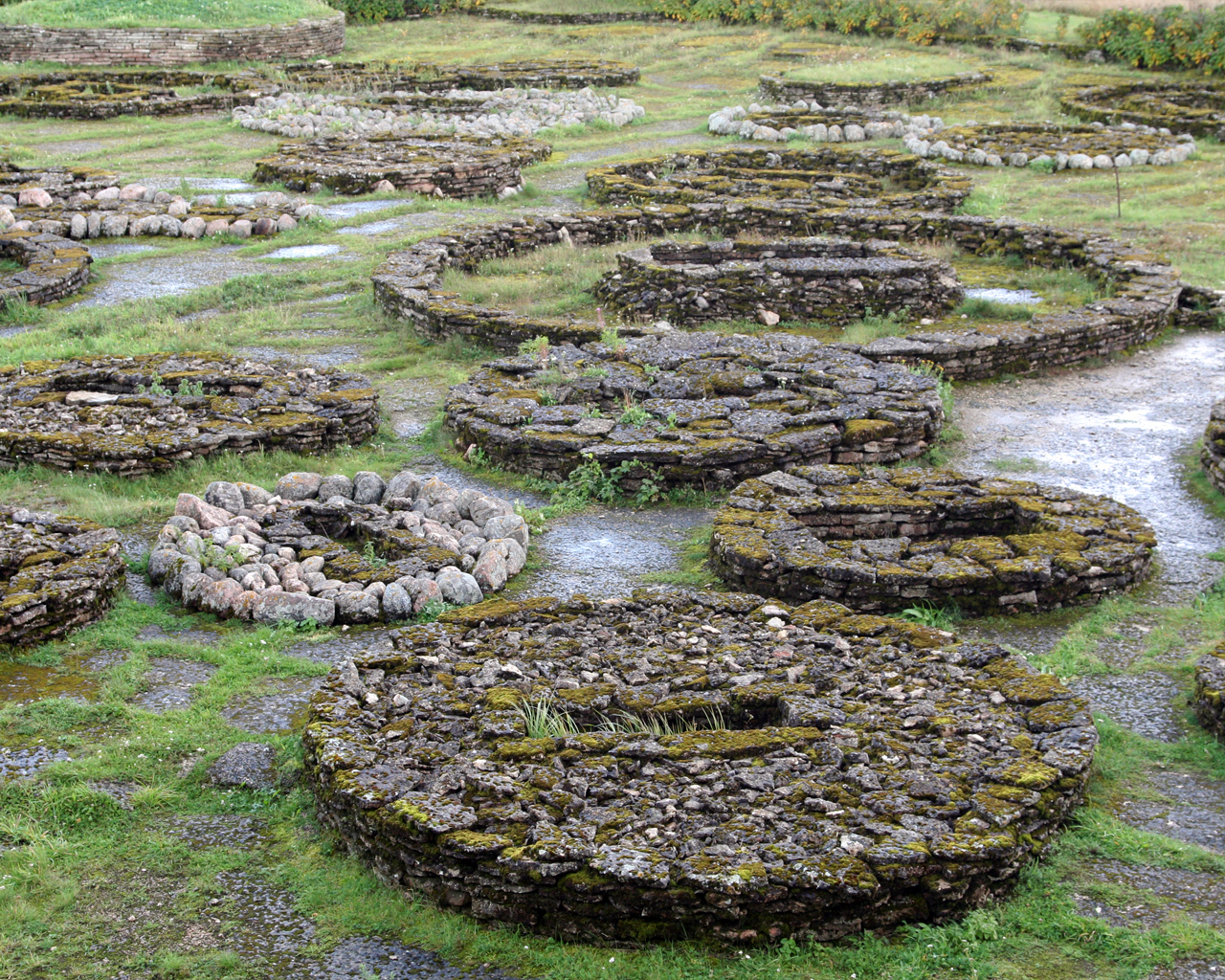
Kőkamrás sírok

Észtországban a bronzkor kezdete i.e 1800 körülre tehető. Ekkoriban kezdett kialakulni a finnugorok és baltiak közti határvonal. Megjelentek az első erődített települések: Asva és Ridala Saaremaa szigetén és Iru Észak-Észtországban. A hajóépítés fejlődése gyorsította a bronzeszközök terjedését. Megváltoztak a temetkezési szokások is, Németországból átterjedt a Baltikumra a kőkamrás sírokba temetés, gyakorivá vált a holttestek elégetése és megjelent a csónak formájú kősírokba való temetkezés.
Az i.e. 7. században meteor csapódott Saaremaa szigetébe és létrehozta a Kaali-krátereket.

## Vaskor
A vas használata i.e. 500 körül terjedt el Észtországban. Sokáig csak importálták a vaseszközöket, de az 1. századtól kezdődően már felhasználták a helybeli mocsarakban található gyepvasércet. A korabeli fegyveres konfliktusokra utal, hogy a települések természetes védett helyekre épültek. Erődítményeket is emeltek, bár ezeket csak ideiglenesen használták. Megjelentek az ún. kelta mezők, a négyszögletes, sövénnyel körbekerített, egy család által művelt mezők. A korból származó rovátkákkal díszített köveket feltehetően mágikus céllal készítették, hogy növeljék a termést. Megjelent egy újfajta temetkezés, a négyszögletes halomsír. A temetkezési szokások ekkor már egyértelműen mutatják a társadalom rétegződését.
I.sz. 50-től az észtországi régészeti leletek között is megjelennek a római pénzérmék és ékszerek. A leletek alapján a dél-észtországi törzsek inkább déli szárazföldi szomszédaikkal tartották a kapcsolatot, míg az északi tengerparton és szigeteken élők a tengeren kereskedtek. A korszak végére három törzsi dialektus – északi, déli és nyugati, beleértve a szigeteket – alakult ki.

## Kora középkor

Európa 814-ben

Észtország neve írásban először az 1. században alkotó Tacitus műveiben jelenik meg Aesti formában; feltehetően a balti nyelveket beszélő törzseket értette ez alatt. A 2. században Ptolemaiosz a Geográfiában említi a balti partoknál található Osilia (Saaremaa) szigetét és annak lakóit. Az észtekről ír a 6. századi római történetíró, Cassiodorus is. A skandináv sagák szerint az észtek, akárcsak a lappok (akiket akkor finneknek neveztek) jártasak voltak a szélvarázslásban. A 12. század elején írt orosz Nyesztor-krónika csúdok néven említi az észtországi finnugor törzseket.
A kora középkorban kezdtek szerveződni azok a politikai formációk, melyek a modern Észtország megyerendszerének is alapját képezik. A legkisebb szerveződés a kihelkond volt, néhány falu, néhány tíz vagy száz családi gazdaság közössége, amely közös erődítményt is épített. A 45 kihelkond a 13. századra 8 nagyobb egységbe, maakondba tömörült: Saaremaa (Osilia), Läänemaa (Rotalia vagy Maritima), Harjumaa (Harria), Rävala (Revalia), Virumaa (Vironia), Järvamaa (Jervia), Sakala (Saccala), és Ugandi (Ugaunia); jórészt ezeken alapulnak a mai észt megyék. Ekkor épült a 8-10 méteres, körkörös mészkő fallal körbevett Varbola erőd.
A 8-9. században a vikingek fosztogatták az észt partvidéket, a 11-12. századra azonban változott a helyzet, inkább az észt kalózok veszélyeztették a kelet-balti kereskedőhajókat. 1187-ben az észtek kifosztották a svéd király székhelyét, Sigtunát; a főváros ekkor költözött Stockholmba.

## Német és dán hódítás

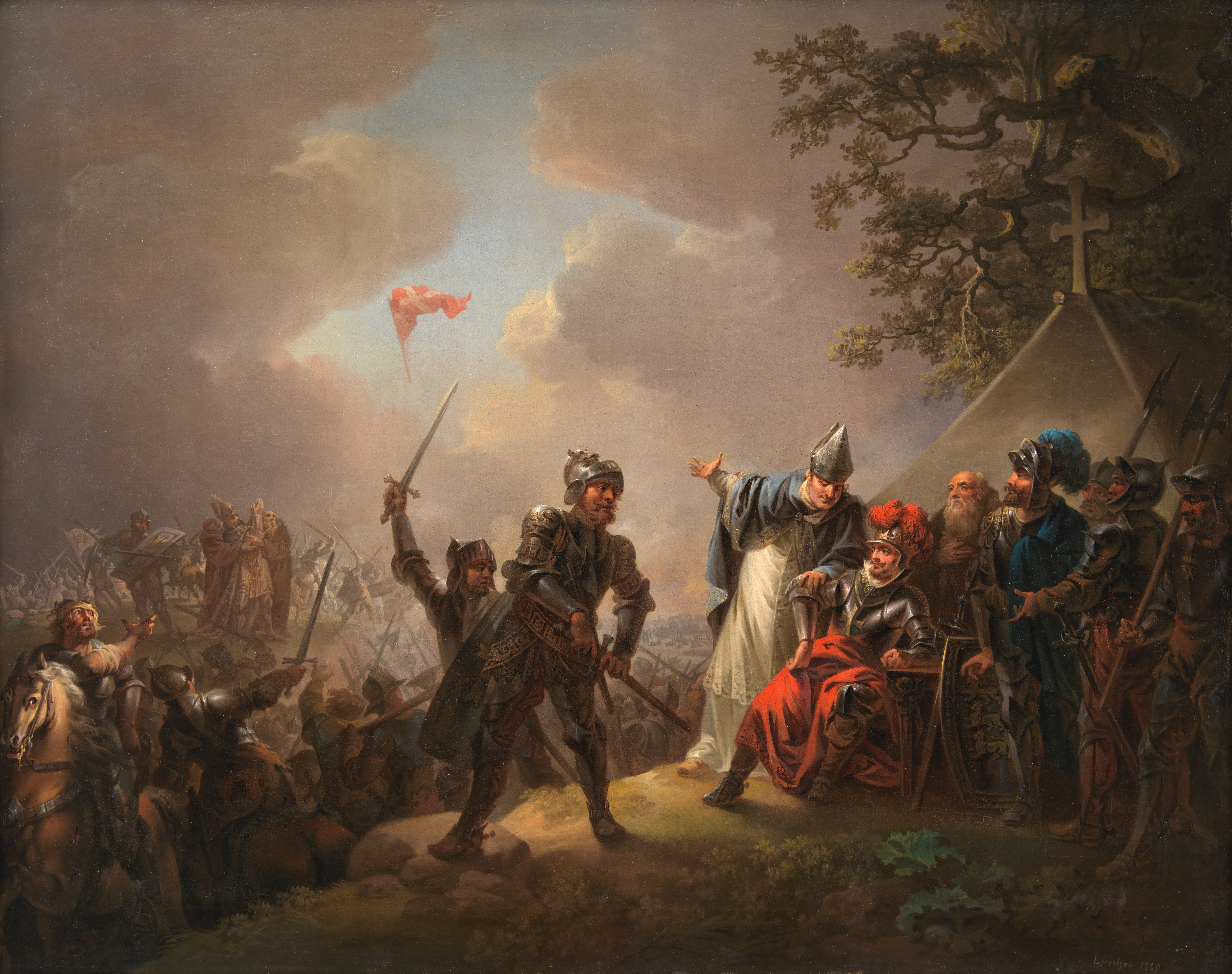
A dán zászló lehull az égből a lindanyssei csata után (Christian August Lorentzen képe, 1809)

Míg Észak-Európa népei sorra felvették a kereszténységet és központosított államok alakultak ki, a Baltikumban megmaradt a korábbi törzsi szerveződés és az ősi vallás. A balti keresztesháborúk során aztán a pogány népeket sorra legyőzték, meghódoltatták és megkeresztelték: előbb a líveket, letteket és észteket, majd a poroszokat és a finneket is.
1193-ban III. Celesztin pápa keresztes hadjáratot hirdetett az észak-európai pogányok ellen. A németek Rigában alakították ki hídfőjüket, majd meggyőzéssel és erőszakkal megtérítették a líveket és a letteket. A keresztesek 1208-ban értek el az észtekhez, akik vitézül védekeztek a támadások ellen és maguk is fosztogattak a keresztesek által ellenőrzött területeken. 1217-ben a Kardtestvérek rendje a megtérített baltiak segítségével a Szent Máté-napi csatában döntő vereséget mért az észtekre és megölték vezérüket, Lembitut. 

A Terra Mariana 1260-ban

1219-ben II. Valdemár király vezetésével dán keresztesek szálltak partra Tallinn városánál (akkor Lindanisse, a hódítás után Reval), legyőzték az észtek seregét és megszállták egész Észak-Észtországot. Központjuk, Reval 1248-ban kereskedővárosi jogokat kapott, a 13. század végén pedig csatlakozott a Hanza-szövetséghez. Az ország déli része a Kardtestvéreké lett, akik 1227-ben elfoglalták az észt ellenállók utolsó erődjét Saaremaa szigetén és valamennyi pogányt megkeresztelték. A meghódított lett és észt földeken létrehozták Terra Mariana (Mária országa) egyházi államot, melynek észtországi területén a lovagrend (amely 1236-os vereségeit követően egyesült a Teuton Lovagrenddel és annak autonóm ágazatává vált), a dorpati püspökség és az ösel-wieki püspökség osztozott.
Az északi partvidék a dánoké volt egészen 1343-ig, amikor a Szent György-napi felkelésben az észtek kiűzték őket, ám a dánok segítségére siető Livóniai Lovagrend megszállta a korábban dán fennhatóság alatt lévő országrészt. 1346-ban a dán király 10 ezer márkáért el is adta a lovagrendnek észtországi domíniumait. Ekkoriban telepedtek meg a svédek is Észtországban, első írásos említésük  1294-ből származik.
 A szigeteken és a nyugati partvidéken nagyobb számban élő svédek csak a második világháború végén, a szovjet megszállással hagyták el az országot.
Bár a helybeliek többször fellázadtak és az oroszok kétszer is (1481-ben és 1558-ban) betörtek az országba, a következő évszázadok során a Teuton Lovagrend és a német uralkodó elit biztosan kézben tartotta észak-balti birtokait. A középkor végén a balti németek közül kerültek ki az észtországi földbirtokosok és a városok vagyonos kereskedőrétege is.

## A reformáció
A reformáció igen korán, az 1520-as években érte el Észtországot. 1525-ben német nyomdákban kinyomtatták az első észt nyelvű – lutheránus – könyveket, ám a katolikusok elégették ezeket. 1535-ben kiadták észt nyelven Luther katekizmusát, majd részleteket a Bibliából. A livóniai háború visszavetette a kulturális fejlődést, csak a svéd uralom megszilárdulása után, 1686-ban jelent meg az Újszövetség, 1739-ben pedig a teljes Biblia. A protestantizmus eleinte a felső- és középrétegekben terjedt, a hagyománytisztelő parasztok jobban ragaszkodtak a katolikus liturgiához. A lutheránus vallás gyorsította az írni-olvasni tudás terjedését és svéd hatásra megváltoztatta az egyházi művészetet. Eltűntek a szentek szobrai és képei, de a köznép számára is padokat helyeztek el a templomokba, hogy ne állva kelljen hallgatniuk az immár nem latinul, hanem észtül mondott misét.

## A livóniai háború

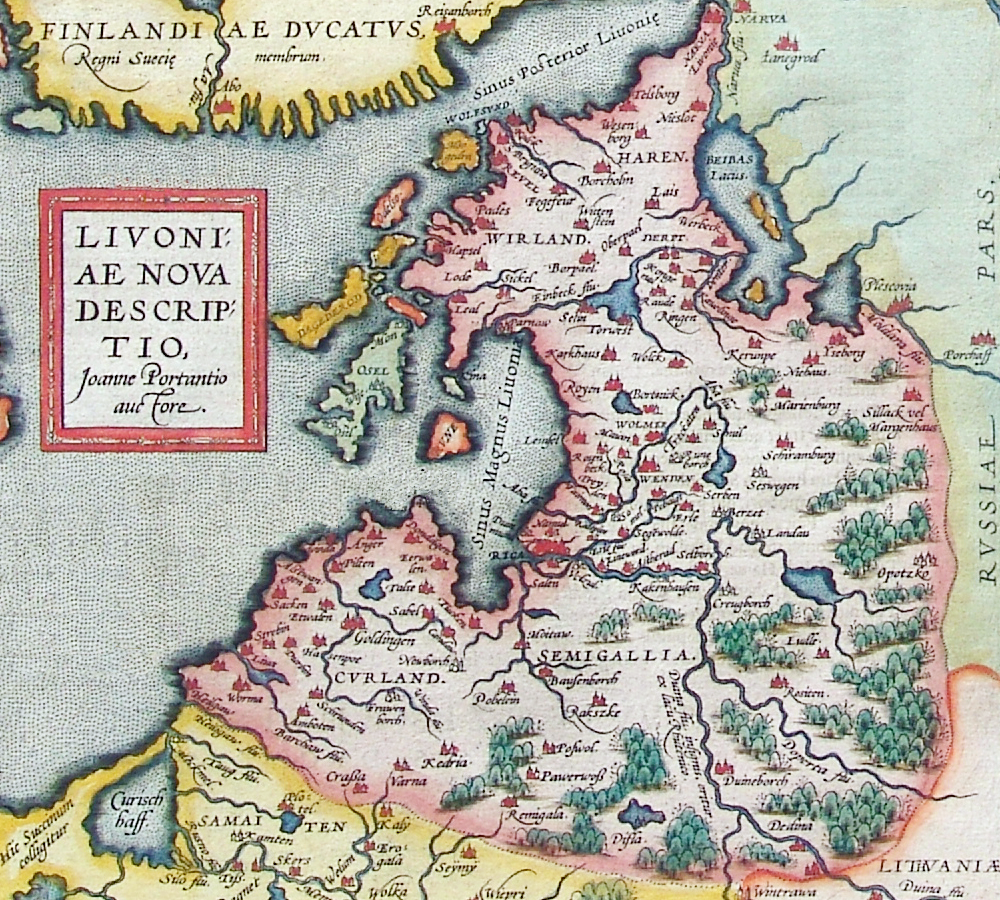
Livónia 1573-ban

A lovagrend államától keletre a 15. században új, agresszívan terjeszkedő állam jelent meg, a Moszkvai Nagyfejedelemség. A század végén bekebelezte Novgorodot és Pszkovot, ezáltal közvetlen szomszédságba került Livóniával (a lett és észt földek korabeli együttes elnevezése). A 16. század közepén az oroszok annektálták a kazanyi és az Asztrahányi Kánságot, majd balti tengeri kijáratot keresve 1558-ban, azzal az ürüggyel, hogy Livónia védelmi szövetséget kötött Lengyelországgal, rátámadtak a lovagrendre. Livónia ekkor külső és belső problémákkal küszködött, a lutheraniumus terjedése szembeállította egymással a lakosságot és a hatalom megoszlott a lovagrend, a rigai érsek és a dorpati és öseli püspökségek között. Az előrenyomuló orosz és tatár hadak elfoglalták Narvát, Dorpatot és több kisebb erődöt és várost, de a Rigához és Revalhoz hasonló nagyvárosokkal nem bírtak. Miután a lovagrend döntő vereséget szenvedett, 1561-ben a lengyel segítségért cserébe a második vilniusi szerződésben a rend feloszlott és területén létrejöttek a Livóniai, Kurlandi és Szemigalliai Hercegségek, melyeket a lengyel király szeretett volna hasonlóan vazallusává tenni, mint a teuton utódállam Porosz Hercegséget. Eközben Dánia megszerezte az ösel-wieki püspökség invesztitúrajogát, a helyi nemesség hívására pedig Svédország csapatokat küldött Észak-Észtországba és létrehozták az Észt Hercegséget. A livóniai harcok ezután félbemaradtak, mert valamennyi fél másutt is le volt kötve: Svédország és Dánia az északi hétéves háborúban, Rettegett Iván cár pedig az opricsnyina belháborújában.
1570-ben és 1576-ban az oroszok újabb offenzívákat indítottak a svédek és a dánok ellen és feldúlták az országot, kisebb városokat elfoglaltak, de Revallal nem boldogultak. Hosszú távú hatást nem értek el, különösen miután a krími tatárok 1571-ben felégették Moszkvát és seregeiket sürgősen vissza kellett vonniuk.        
1576-ban Bátori Istvánt lengyel királlyá választották, aki energikusan lépett fel és zsoldosseregével kiszorította az oroszokat Livóniából, elfoglalta Polockot és megostromolta Pszkovot. Eközben a svédek visszavették Narvát a cár katonáitól. Iván cár kénytelen volt feladni addigi hódításait és 1582-ben békét kötött Lengyelországgal, egy évvel később pedig a svédekkel is.
A 17. század eleji lengyel–svéd háborúk után az 1629-es altmarki békében Svédország annektálta a mai Észtország déli részét is (Észak-Lettországgal együtt), 1645-ben megszerezték Dániától Ösel (Saaremaa) szigetét. 1632-ben II. Gusztáv Adolf svéd király megalapította a Tartui Egyetemet.

## Észtország az Orosz Birodalomban
Svédország vereséget szenvedett Oroszországtól az északi háborúban és az 1721-es nystadi békében Észtország és Livónia a cári birodalomhoz került. A helyi törvények és a lutheránus vallás szabad gyakorlása változatlanul maradtak, akárcsak a helyi kormányzat, földbirtoklás, a vallási vezetés és oktatás német túlsúlya. A németek jó kapcsolatot ápoltak a cári kormányzattal, lázadásokra szinte egyáltalán nem került sor. 1840-ben megindult a lutheránus észt parasztok ortodox térítése, de miután ezáltal csökkent a helybeli német vezetés befolyása, a cár leállíttatta a kezdeményezést. A lutheránus egyház erőteljes német színezete miatt a 19. századi nemzeti ébredés során a nacionalisták a szekularizálódás hívei lettek; például a templomi énekek alternatívájaként polgári kórusokat szerveztek.
1816-ban, az Orosz Birodalomban elsőként, Észtországban (Livland kormányzóságban 3 évvel később) eltörölték a jobbágyrendszert. A föld a nemesség birtokában maradt, de a parasztok bérelhették, megvásárolhatták vagy szabadon a városokba költözhettek.

### Az esztofil mozgalom és a nemzeti ébredés

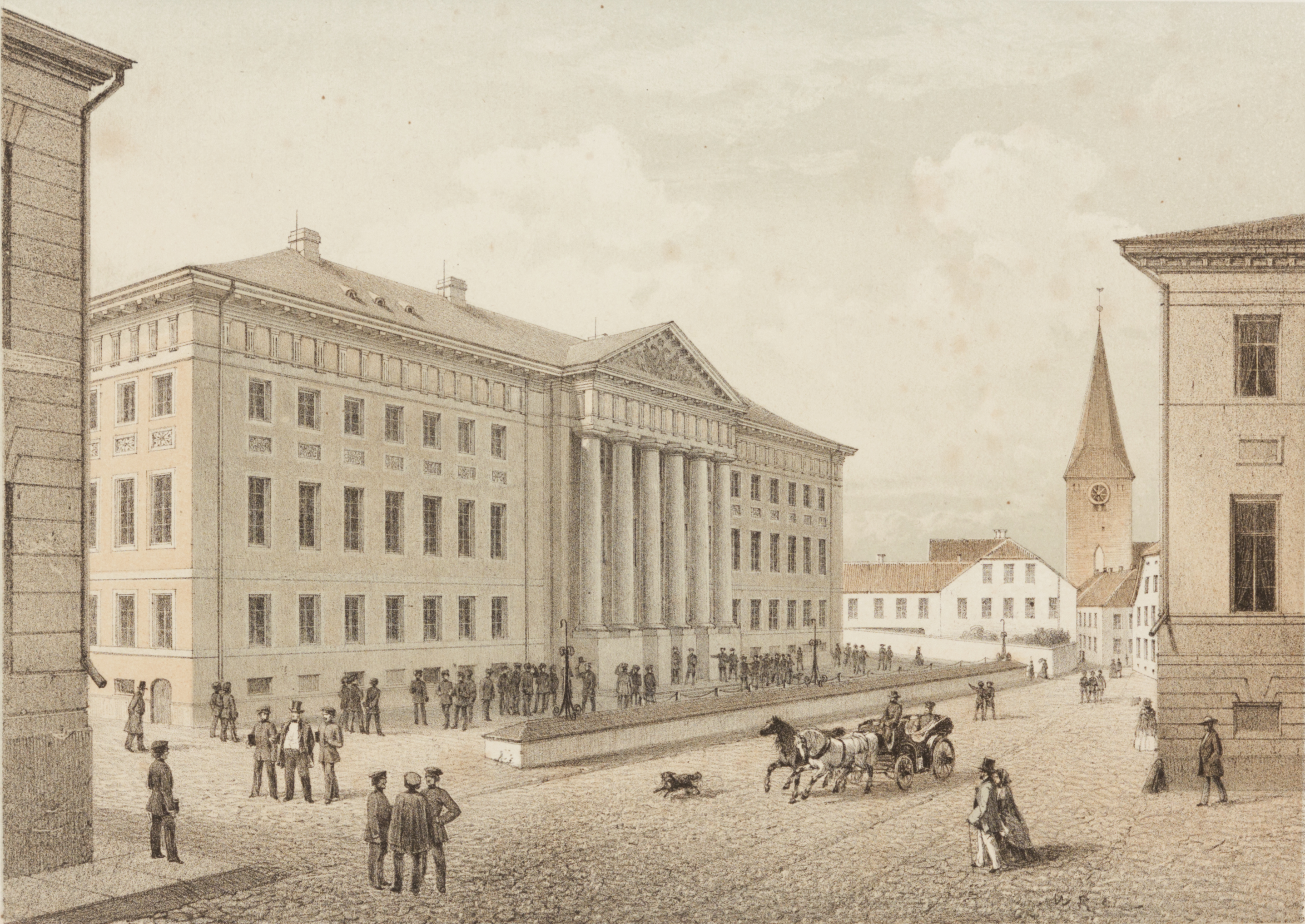
A Tartui Egyetem 1860-ban

A képzett, egyetemet végzett németek révén Észtországba is eljutottak a felvilágosodás eszméi a racionalitásról, szabad gondolkodásról, egyenlőségről és testvériségről. A francia forradalom hatására a felvilágosult felső középosztály irodalmi műveket bocsátott a parasztság rendelkezésére. Megkezdődött az észt folklór gyűjtése és 1813-ban elindult egy társulat az írott nyelv fejlesztésére. 1843-ban Eduard Ahrens kiadta észt nyelvtanát, amely a korábbi német orientáció helyett finn mintára reformálta meg a helyesírást. Az esztofil mozgalom biztosította az átmenetet a régi idők vallási irodalma és a minden népréteghez eljutó újságok és modern irodalom között.
Az 1850-es évektől megindult a nemzeti ébredés kora (Ärkamisaeg), mozgalmat indítottak az észt nyelvű iskolákért, észt nyelvű dalfesztiválokat rendeztek és kialakult a nemzeti nyelvű irodalom is. 1861-ben észtül és németül kiadták a nemzeti eposzt, a Kalevipoeget.
1889-től a cári kormányzat megindította oroszosítási programját. Első lépésként eltörölték a balti német nyelvű intézményeket vagy azontúl orosz nyelven kellett folytatni tevékenységüket - ezek közé tartozott a Tartui Egyetem is.
Az 1905-ös orosz forradalom idején Észtországban is tüntettek a sajtószabadságért, a gyülekezési jogért, az általános választójogért és a nemzeti autonómiáért. Ezekből akkor kevés valósult meg, de a forradalom öntudatra ébresztette az észteket, hogy harcoljanak saját nemzeti államukért.

## A független Észtország

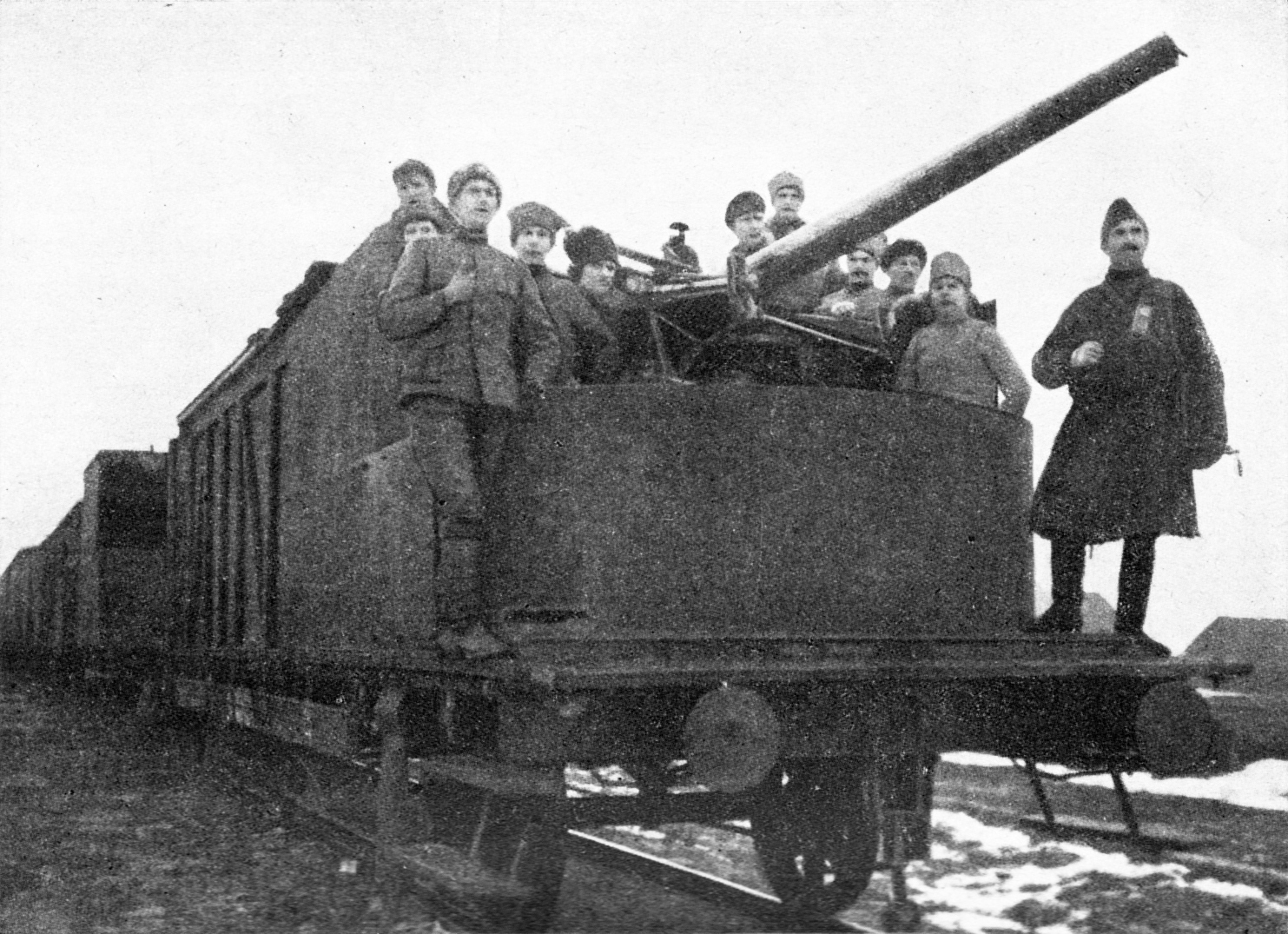
Észt páncélvonat 1919-ben

Az 1917-es februári forradalom után a szentpétervári Ideiglenes Kormány egyesítette a Livlandi kormányzóság északi, észtlakta területeit az Észtországi kormányzósággal és 1917 áprilisában autonómiát adott neki. Megválasztották a Nemzeti Tanács (Maapäev) képviselőit, melyek közé bekerültek az Oroszországi Szociáldemokrata Munkáspárt mensevik és bolsevik tagjai is. November 5-én, két nappal a szentpétervári forradalom előtt Jaan Anvelt bolsevik vezető fegyveres erővel átvette a hatalmat és a parlamenti képviselők illegalitásba vonultak.
1918 februárjában, miután Trockij kivonult a németekkel folytatott fegyverszüneti tárgyalásokról, a Német Birodalom megszállta Észtországot, a bolsevikok pedig visszavonultak Oroszországba. Kivonulásuk után, még mielőtt a német katonák megérkeztek volna, február 23-án a Maapäev Nemzetmentő Bizottsága Pärnuban kikiáltotta a független Észtországot. A német megszállók a Berlinnek alárendelt Egyesített Balti Hercegségben látták a térség jövőjét, de miután 1918 novemberében nyugaton letették a fegyvert, katonáikat hazarendelték. Helyüket az Észt Ideiglenes Kormány vette át, melynek hamarosan védekeznie kellett a szovjet Vörös Hadsereg inváziója ellen. Az észt függetlenségi háború 1919 februárjáig tartott, ekkorra sikerült kiűzni a bolsevik megszállókat. Április 5-7-én megválasztották az Észt Alkotmányozó Nemzetgyűlés tagjait. 1920. február 20-án Tartuban aláírták a békeszerződést az Orosz SzSzSzK-val, melyben az utóbbi elismerte az észt függetlenséget. 1920. június 15-én elfogadták a köztársaság első alkotmányát, a következő évben pedig az országot felvették a Népszövetségbe.

## A második világháború előtt
Az új demokratikus köztársaság egyik első teendője a földreform végrehajtása volt. A többnyire német tulajdonban lévő nagybirtokokat szétosztották a földművelők és a függetlenségi háború önkéntesei között. Az ország fő külkereskedelmi partnerei a skandináv országok, Anglia és más nyugati-európai államok voltak, de exportáltak az Egyesült Államokba és a Szovjetunióba is. Az európai országok között szinte egyedinek számított (különösen a németek, svédek és oroszok 700 éves elnyomása után) az új rendszer türelme a nemzeti kisebbségekkel szemben: 1925-ben törvényt hoztak, hogy minden 3 ezer főnél népesebb kisebbség (beleértve a zsidókat is, akik a statisztika szerint 3 045-en voltak) kulturális autonómiában részesül.
A parlamentbe (Riigikogu) sok kis párt jutott be, amelyek gyakran váltogatták koalíciós partnereiket, instabillá téve a kormányzást. 1920 és 1934 között az országnak 21 kormánya volt, átlagosan 11 hónapos időtartammal.
1929-ben megalakult az Észt Függetlenségi Háború Résztvevőinek Szövetsége (Eesti Vabadussõjalaste Keskliit) egy antikommunista, szélsőjobboldali veteránszervezet, amely a parlamenti rendszer eltörlését és elnökség bevezetését tűzte zászlójára. A folytonos politikai válságba belefáradt lakosság 1933-ban népszavazáson 72,7%-os többséggel jóváhagyta a szervezet által javasolt alkotmányos reformot és az elnöki rendszer bevezetését. Az elnöki választás (amelyet a veteránszervezet feltehetően megnyert volna) előtt egy hónappal Konstantin Päts köztársasági elnök a hadsereg támogatásával puccsot hajtott végre. Diktatúrája, az ún. Csendkorszak idején betiltották a politikai pártokat és a parlament sem ülésezett. A veteránszervezetet 1935 decemberében betiltották, 1936 májusában 150 tagjukat bíróság elé vitték és 143-at hosszú börtönbüntetésre ítéltek (néhány év múlva, amikor pártjuk teljesen elveszítette a támogatását, elnöki amnesztiát kaptak). 1938-ban hatályban lépett az új alkotmány és országgyűlési választásokat tartottak, amelyet Päts pártja megnyert és utána a parlament őt választotta az ország elnökévé.

## A második világháború

### Szovjet invázió

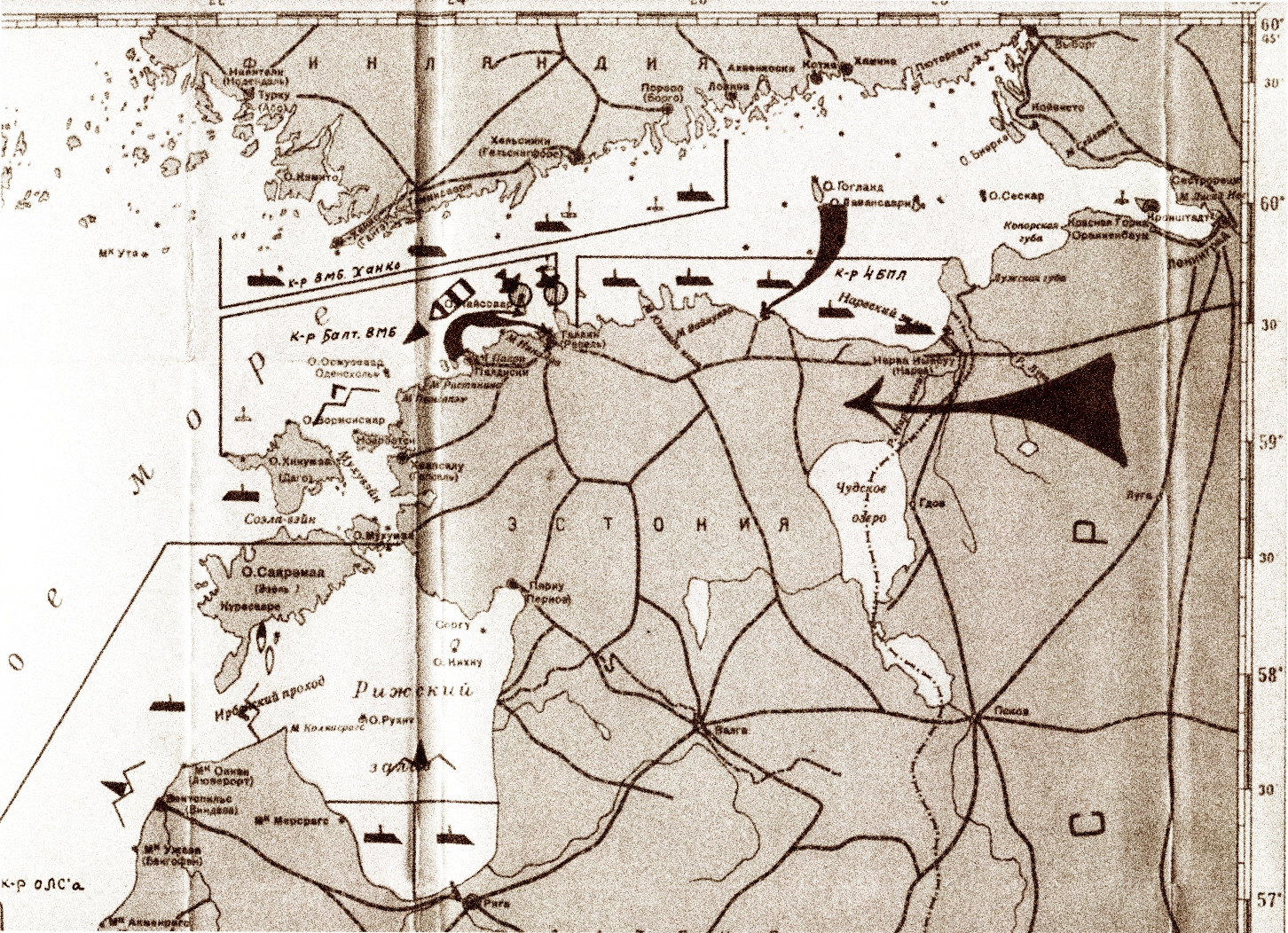
Észtország megszállási terve 1940-ből

1939. augusztus 23-án a náci Németország és a Szovjetunió megkötötte a Molotov-Ribbentropp paktumot, melyben a közöttük fekvő kis országokat felosztották egymás között. Az elvileg semleges Észtország a szovjet zónába került. Miután Németország 1939. szeptember 1-én megtámadta Lengyelországot, az egyik lengyel tengeralattjáró, az ORP Orzeł Tallinnban keresett menedéket. Mikor szeptember 17-én a szovjetek is lerohanták a lengyeleket, az Orzeł elhagyta a kikötőt, és a szovjet kormány azzal vádolta az észt hatóságokat, hogy "segítettek neki megszökni", mert nem fegyverezték le és nem internálták a legénységét. Szeptember 24-én ultimátumot intéztek Észtországhoz, hogy engedélyezze szovjet katonai bázisok létrehozását a területén, amit az észt kormány elfogadott.
1940. június 14-én, amikor a világ figyelme Párizs német megszállásra irányult, a szovjet flotta blokád alá vette az észt kikötőket, két nappal később pedig Molotov azzal vádolta Észtországot, hogy összeesküvést szervez a Szovjetunió ellen. Ultimátumban követelték az észt kormány lemondását, és a szovjetek által jóváhagyott új kormány felállítását. Az észtek, hogy elkerüljék a vérontást, meghajoltak a túlerő előtt és beleegyeztek a feltételekbe. A korábban az országban tartózkodó 25 ezer és a határokat átlépő 90 ezer szovjet katona megszállta Észtországot. Parlamenti választásokat tartottak, melyen csak kommunista jelöltek indulhattak és az új parlament július 21-én egyhangúlag szocialista köztársaságnak nyilvánította az országot és kérte felvételét a Szovjetunióba. Augusztus 6-án hivatalosan is a Szovjetunió része lett Észt Szovjet Szocialista Köztársaság néven.
A megszállást követően letartóztatták a vezető politikusokat és katonatiszteket, kb. 8 ezer embert. Negyedrészüket kivégezték, a többieket pedig szovjet gulágokba szállították, ahonnan csak nagyon kevesen tértek vissza élve. 1941. június 14-én mintegy 10 ezer civilt deportáltak Szibériába, a június végi német támadás után pedig további 32 ezer észtet soroztak be erővel a Vörös Hadseregbe, ahol 40%-uk a munkaszázadokban egy éven belül meghalt a hidegtől, az éhezéstől vagy az agyondolgoztatástól.

### Német megszállás
Németország 1941. június 22-én támadta meg a Szovjetuniót és a Wehrmacht már júliusban elérte Észtországot. Az észtek többsége örömmel üdvözölte a németeket és azt remélték, hogy visszanyerik függetlenségüket. Hitler azonban a többi balti országgal együtt a megszállt Ostlandba tagozta be az országot. A kezdeti lelkesedés hamar elszállt és a Wehrmacht önkéntestoborzása csak nagyon korlátozott eredménnyel járt. 1942-ben bevezették a sorozást, mire 3400-an átszöktek Finnországba, hogy inkább az ő oldalukon harcoljanak, mint a németekén.
A szovjet megszállás előtt mintegy 4300 zsidó élt Észtországban. Közülük 500-at a szovjetek deportáltak Szibériába. A nácik bevonulása után 1500-2000-en estek a fogságukba és mivel keletről is szállítottak ide zsidókat, velük együtt kb. 10 ezret végeztek ki az ország területén.
1944 elejére a front megközelítette az észt határt. Jüri Uluots miniszterelnök felhívására önkéntes hadsereget állítottak fel, amelyhez a finnországi veteránok és az önkéntes észt SS-légió is csatlakozott; utóbbit teljes hadosztállyá egészítették ki. Az elképzelés az volt, hogy Németország kapitulációjáig feltartják a szovjet előrenyomulást és megpróbálják elismertetni az észt függetlenséget. A narvai földhídnál hónapokig sikerült feltartani az ellenséget. de szeptember 18-ától a németek elkezdték kiüríteni az országot, 22-én elhagyták Tallinnt, melyet a Vörös Hadsereg utána azonnal elfoglalt. Az észt kormány Stockholmba menekült ahol emigráns kormányként tartózkodott egészen 1992-ig.
A balti németek többsége még a háború kitörésekor Németországba költözött. Az észtországi svédek az újabb szovjet megszállás elől valamennyien Svédországba menekültek.

## Az Észt SZSZK

Az Észt SZSZK zászlaja

A második világháborúban Észtország hatalmas veszteségeket szenvedett. A kikötők, az ipari létesítmények és a vasutak 40-45%-a elpusztult. Az egymilliós lakosság egyötöde meghalt, közel tizede (80 ezren) Nyugatra menekült. A szovjet megszállás ellen partizán mozgalom (Metsavennad, erdei testvérek) bontakozott ki, amely csúcspontját 1946-48-ban érte el. Az utolsó csoportjukat 1952-ben semmisítették meg, de magányos harcosokat 1964-ben, 1974-ben, sőt 1978-ban is megöltek.
Megkezdődtek az újabb deportálások, 1949 márciusában 20 722 észtet (a lakosság 2,5%-át vitték Szibériába). Az Észt Kommunista Párt tagjai között az észt nemzetiségűek aránya az 1941-es 90%-ról 1952-re 48%-ra esett vissza. Ez az arány kisebb változásokkal a későbbiekben is megmaradt. Petserimaa jókora részét Pszkovi területhez, a Narva-folyótól keletre eső területeket pedig Leningrádi területhez csatolták. Míg az észteket deportálták, helyükre oroszok százezreit telepítették be, így oroszosodott el teljesen Narva is. Az országban az észtek aránya 1945-ben 97,3% volt; ez a nyolcvanas évek végére a betelepítések és az orosz katonák letelepedése miatt 61,5%-ra csökkent.
Sztálin halála után valamelyest enyhült az elnyomás és az 50-es évek végén engedélyezték a külföldi állampolgárokkal való kapcsolattartást. A 60 években megindult a kompközlekedés Tallinn és Helsinki között és nem tiltották a finn televízió nézését. Így az észtekhez eljutottak olyan hírek is, melyek egyébként fennakadtak volna a cenzúrán. 1955-ben Tallinnban is megindult a televíziós adás sugárzása.
A 70-es évek végén oroszosítási program indult, 1981-től már első osztálytól kezdve tanították az orosz nyelvet az észt iskolákban, sőt tervek voltak az óvodai oktatás bevezetésére is. Az 1980-as moszkvai olimpián Tallinnt jelölték ki a vitorlázó események színhelyéül, ekkor épült a repülőtér és a tallinni tévétorony, valamint újabb szállodák és sportlétesítmények készültek el.
Egyre komolyabb problémává vált az alkoholizmus. Hivatalos statisztikát nem vezettek, de becslések szerint 1982-84-ben az éves fogyasztás elérte a 11,2 liter tiszta alkoholt fejenként (Finnországban ekkor ez 6-7 liter volt).

## A függetlenség kivívása

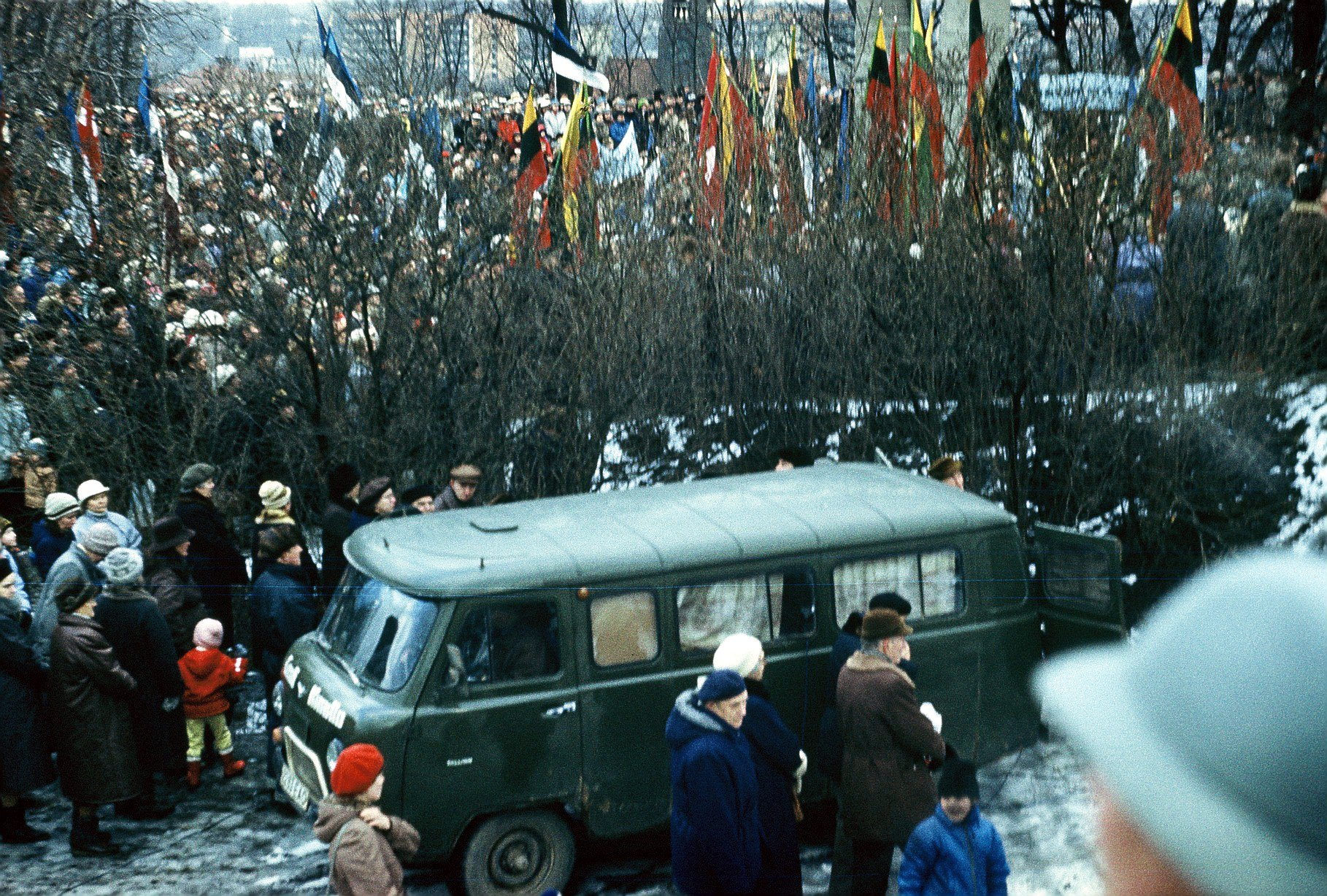
Tartui tüntetés 1989-ben

A gorbacsovi peresztrojkát követő limitált szólásszabadság napvilágra hozta az ország kétségbeejtő helyzetét. Az erőltetett iparosítás hatalmas környezetszennyezéssel járt együtt, az észtek körében alacsony volt a népszaporulat és magas az öngyilkosok aránya, miközben folyamatosan költöztek be a köztársaságba a fiatal oroszok. Újonnan alapított politikai mozgalmak töltötték be a hanyatló tekintélyű kommunista párt helyét, köztük a legerősebb, az Észt Nemzeti Front. Az Észt Legfelsőbb Tanács 1988-ban kikiáltotta a nemzeti önrendelkezést, 1989 májusában pedig a Szovjetunión belüli gazdasági önállóságot. 1989. augusztus 23-án, a Molotov-Ribbentrop paktum 50. évfordulóján kétmilliónál is többen vettek részt abban az élőláncban, amely Tallinntól Rigán keresztül egészen Vilniusig húzódott.
1989-ben indult az állampolgári regisztrációs mozgalom, amely a háború előtti független ország polgárainak és leszármazottainak összeírását célozta meg, illegálisnak nyilvánítva a szovjet rendszer éveit. 1990-ben két alternatív választást is lebonyolítottak a regisztrált szavazók részvételével. Ebben az évben a Legfelsőbb Tanács az ország nevét Észt Köztársaságra változtatta. 1991 márciusában népszavazást tartottak Észtország függetlenségéről, amit a szavazók 64%-a támogatott (az erősebb legitimitás kedvéért az oroszok is szavazhattak), de ennek ekkor még nem volt gyakorlati következménye.
1991. augusztus 20-án a konzervatív szovjet politikusok és tábornokok moszkvai puccskísérletét követő zűrzavart kihasználva Észtország kikiáltotta teljes függetlenségét és bejelentette, hogy elszakad a Szovjetuniótól. Augusztus 20-a azóta nemzeti ünnep Észtországban. A szovjet csapatok 1994-ben hagyták el az országot.

## A modern Észtország
1992. június 28-án népszavazás hagyta jóvá az új alkotmányt, miszerint Észtország parlamentáris köztársaság, a magyarhoz hasonló politikai rendszerrel. A köztársasági elnököt az egykamarás parlament (Riigikogu) választja. Az elnök ad megbízást a miniszterelnöknek, aki többnyire a választásokon legjobban szereplő párt vezetője vagy jelöltje. Az első választást követően Lennart Meri író, filmrendező, és a függetlenségi mozgalom vezetője lett a köztársasági elnök, a miniszterelnök pedig a 32 éves, történész végzettségű Mart Laar. Az ország a második világháború előtti köztársaság jogutódjának tartja magát és illegálisnak ítéli a Szovjetunióban töltött éveket. Emiatt nem ismeri el a kelet-észtországi területek Sztálin általi elcsatolását sem és követelését fenntartja Oroszországgal szemben. 

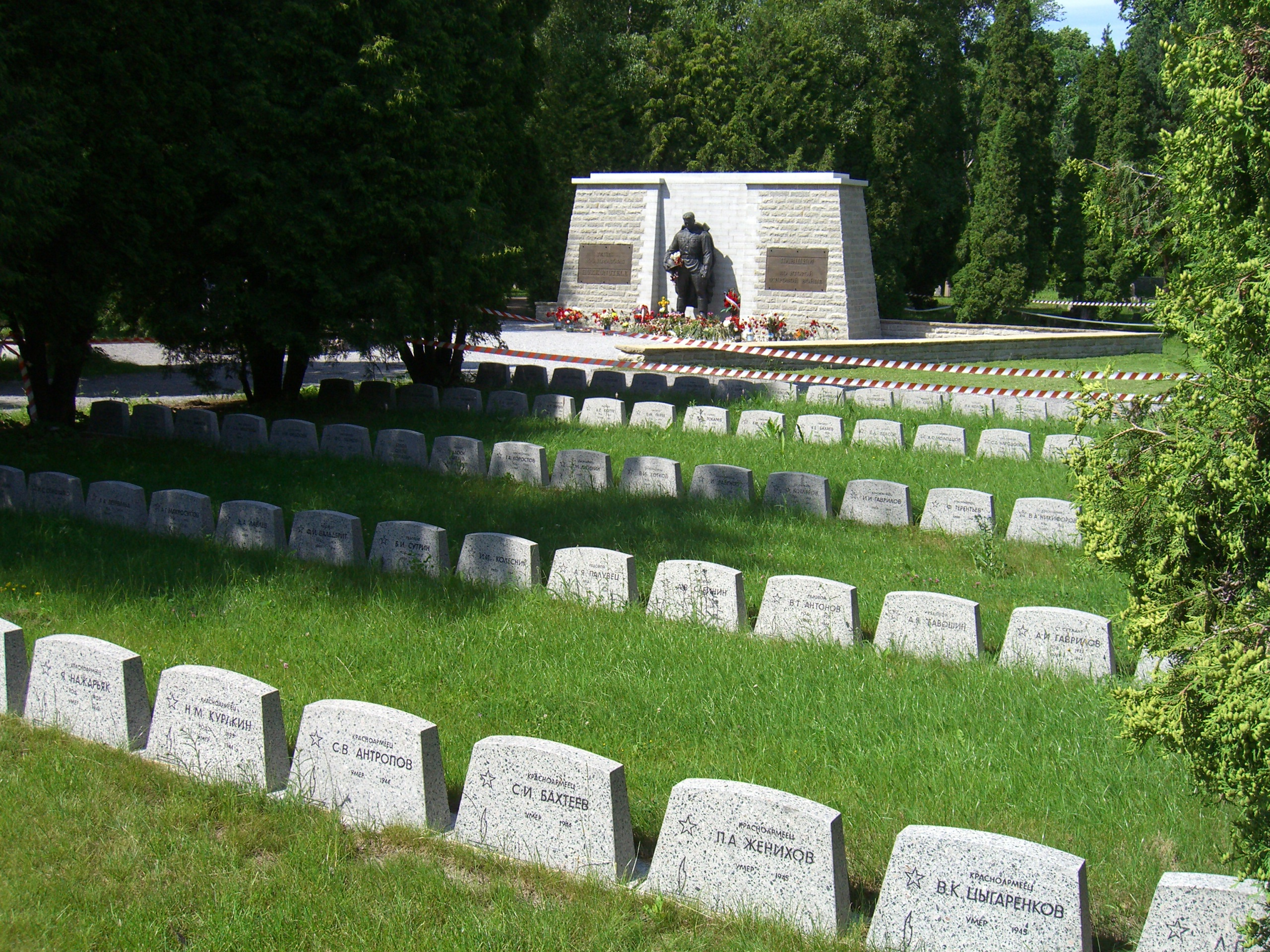
A tallinni bronzkatona

Észtország 2003-ban csatlakozott a NATO-hoz, 2004-ben pedig az Európai Unióhoz. Az uniós csatlakozás előtti népszavazáson a voksolók kétharmada (66,86%) szavazott a belépésre. 2011 januárjában bevezették az eurót.
Észtország egyik máig megoldatlan problémája és konfliktusforrása az orosz kisebbség helyzete. Az állampolgársági törvény szerint csak 1940-ben állampolgárok és azok leszármazottja kaptak automatikusan polgárjogot, az azután betelepülőknek vizsgát kellett tenniük alapfokú észt nyelvből és az alkotmányból. Az orosz anyanyelvűek többsége erre nem volt képes/hajlandó, emiatt ma kb. egyharmaduk észt, egyharmaduk orosz állampolgár, a többiek pedig (a teljes lakosság kb. 7%-a) hontalanok. 2007 áprilisában Tallinn központjából egy katonai temetőbe szállították át a második világháborúban elesett szovjet katonák emlékművét és ott eltemetett maradványait. A tallinni bronzkatona esete viharos tiltakozást váltott ki a helyi orosz kisebbség tagjaiból és az orosz kormány részéről egyaránt. Feltehetően az incidenshez kapcsolható az április végén az észt weboldalakat ért tömeges kibertámadás is. Az észt kormány azóta is gazdasági és politikai befolyásszerzéssel, az orosz kisebbség felbujtásával és kémkedéssel vádolja Oroszországot.

## Fordítás
- Ez a szócikk részben vagy egészben  a   History of Estonia című angol Wikipédia-szócikk ezen változatának fordításán alapul.  Az eredeti cikk szerkesztőit annak laptörténete sorolja fel. Ez a jelzés csupán a megfogalmazás eredetét és a szerzői jogokat jelzi, nem szolgál a cikkben szereplő információk forrásmegjelöléseként.